# 난 정말 모르겠네
《난 정말 모르겠네》는 대한민국의 록 밴드 송골매가 1984년 9월 5일에 발매한 네 번째 정규 음반이다. 밴드의 핵심 멤버였던 구창모의 탈퇴 이후 새롭게 개편된 라인업으로 제작되었으며, 감성적이고 서정적인 색채가 짙은 작품이다.

## 배경
송골매는 1980년대 초반 2집과 3집을 통해 한국 록 음악계를 대표하는 밴드로 성장하였다. 특히 보컬을 담당한 구창모의 인기가 절정에 달했던 시기였다. 하지만 1984년, 구창모가 솔로 활동을 위해 탈퇴하면서 밴드는 중요한 변화를 맞게 되었다.
이후 제작된 4집은 이응수와 지덕엽, 김상복, 오승동 등 새 멤버들이 중심이 되어 진행되었다. 이 음반은 기존의 하드 록이나 펑크 록 중심에서 벗어나, 보다 감성적이고 멜로디 중심적인 곡들로 구성되어 있다.
이 음반은 1980년대 중반 한국 록 밴드들이 겪은 전환기를 대표하는 사례 중 하나로 꼽힌다. 멤버 개편 이후에도 송골매가 지속적으로 음반 활동을 이어갔다는 점에서 팀의 생명력을 보여주는 지표로 평가되며, 이후 발표된 5집과 6집의 기반을 마련한 작품이기도 하다.

## 평가
| 전문가 평가  | 전문가 평가 |
| 평가 점수    | 평가 점수   |
| 출처         | 점수        |
| ------------ | ----------- |
| maniadb      | 7.5/10      |
| Melon 사용자 | 8.1/10      |
| Bugs 사용자  | 4.2/5       |

《난 정말 모르겠네》는 송골매가 멤버 교체 이후 새로운 음악 방향을 탐색한 음반으로 평가받는다. 타이틀곡은 라디오 방송과 음악 프로그램에서 어느 정도의 반향을 얻었고, 이후 복고 음악 붐이 일면서 재조명되었다.
비록 2집과 3집처럼 큰 상업적 성공을 거두진 못했지만, 음악적 완성도 면에서는 긍정적인 평가를 받는다. 일부 음악 평론가는 이 음반을 "구성원 변화 후에도 팀의 정체성을 지키려는 성숙한 시도"라고 평한 바 있다.

## 곡 목록
| #  | 제목                 | 작사·작곡      | 재생 시간 |
| -- | -------------------- | -------------- | --------- |
| 1. | 〈난 정말 모르겠네〉 | 김창남         | 2:37      |
| 2. | 〈스무번째 생일〉    | 이응수, 배철수 | 4:36      |
| 3. | 〈당신의 이름〉      | 이응수, 김정선 | 2:38      |
| 4. | 〈작은 입술〉        | 배철수         | 4:17      |
| 5. | 〈다시 만난다면〉    | 이응수, 배철수 | 3:21      |
| 6. | 〈우리의 땅〉        | 이응수, 김정선 | 2:05      |

| #  | 제목                | 작사·작곡      | 재생 시간 |
| -- | ------------------- | -------------- | --------- |
| 1. | 〈사랑하고 싶어라〉 | 김정선         | 2:58      |
| 2. | 〈사슴〉            | 이건우, 구창모 | 4:07      |
| 3. | 〈내 마음의 동화〉  | 이응수, 배철수 | 3:28      |
| 4. | 〈고향가는 꿈〉     | 이응수, 구창모 | 5:12      |
| 5. | 〈떠나가는 사람〉   | 이응수, 배철수 | 3:06      |